# DR-Baureihe 80
Die Lokomotiven der Baureihe 80 waren Tender-Rangierlokomotiven der Deutschen Reichsbahn. Die Maschinen wurden im Rahmen des Einheitsdampflokomotiven-Programmes in den Jahren 1927 bis 1929 beschafft. Die letzten Lokomotiven der Deutschen Bundesbahn wurden 1965 ausgemustert, als Werkslok kam sie bis 1977 zum Einsatz. Sieben Exemplare sind erhalten.

## Geschichte

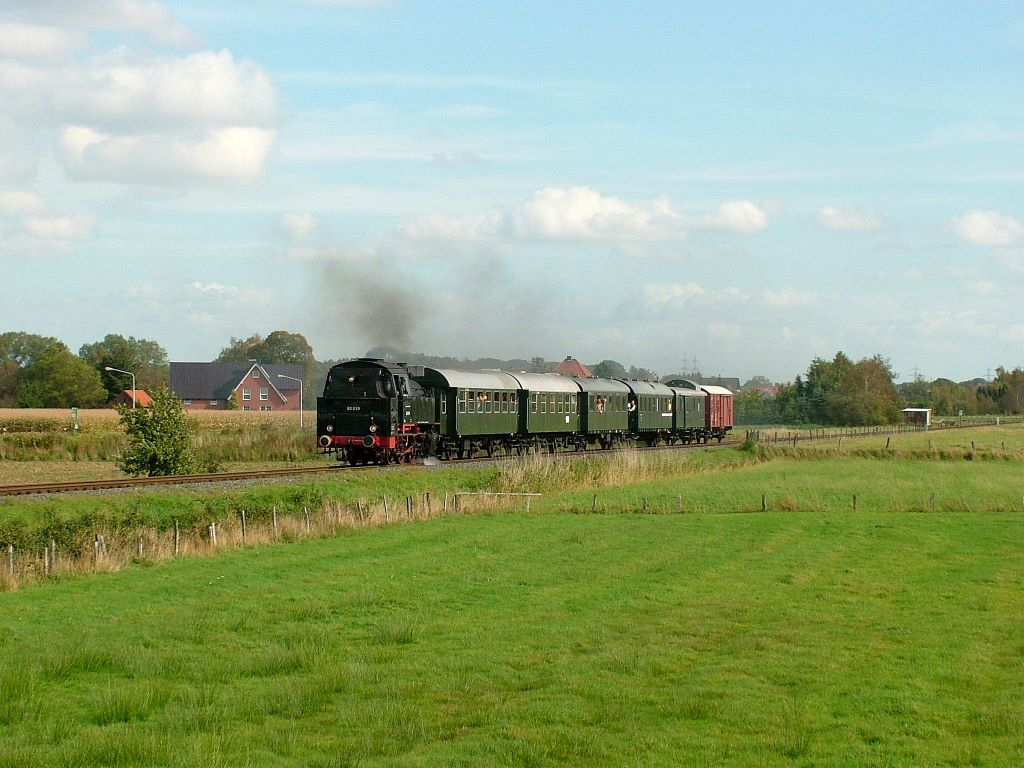
80 039 mit dem Museumszug der MEH bei Uentrop in Westfalen

Mit der Vereinigung der deutschen Länderbahnen zur Deutschen Reichsbahn verfügte die Bahngesellschaft über viele verschiedene Typen von Rangierlokomotiven. Vielfach wurden auch überalterte Streckenlokomotiven im Rangierbetrieb eingesetzt. Durch diese großen Typenvielfalt und das Fahrzeugalter war ein wirtschaftlicher Rangierbetrieb nicht möglich. Deshalb war im Rahmen der Aufstellung des Programmes zum Bau von Einheitsdampflokomotiven bereits von Anfang an der Bau von Rangierlokomotiven vorgesehen. Die dreifachgekuppelten Lokomotiven erhielten die Baureihennummer 80 und die vierfachgekuppelten Lokomotiven die Baureihennummer 81.

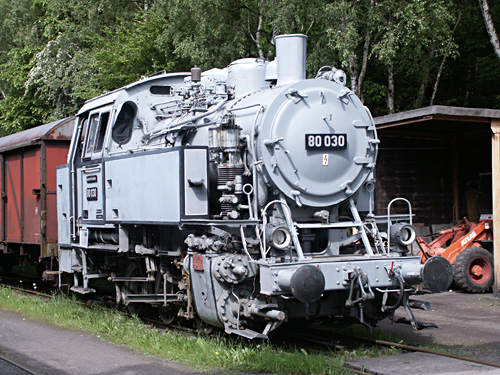
Lokomotive der Baureihe 80 im Fotografieranstrich

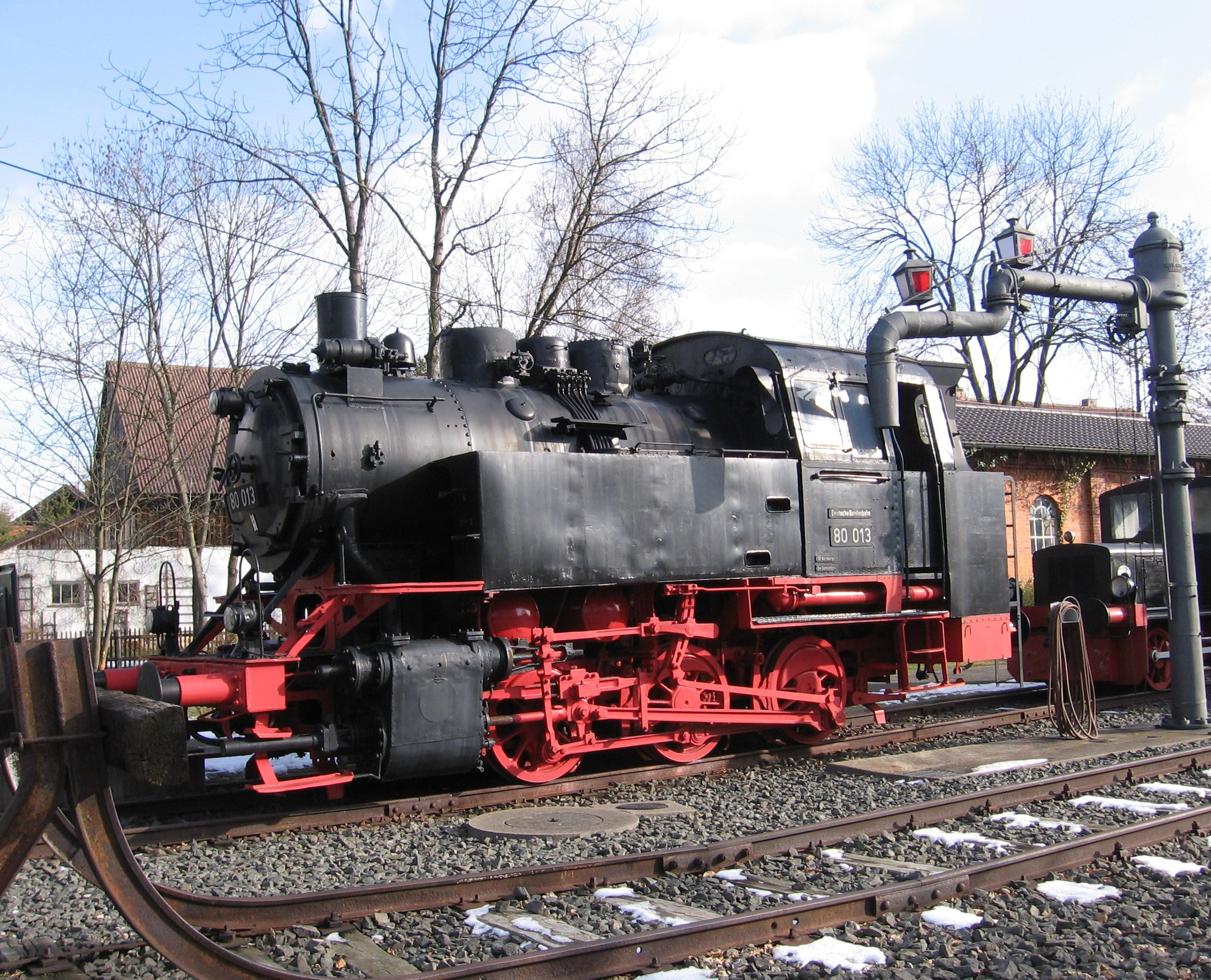
80 013 im DDM Neuenmarkt

Um die Wirtschaftlichkeit zu erhöhen, erhielten die Lokomotiven einen Überhitzer, um Heißdampf nutzen zu können. Dass diese Entscheidung richtig war, zeigten Vergleiche bei der 1934 gebauten DR-Baureihe 89.0, die als Heiß- und Nassdampflokomotiven gebaut wurden. Weiterhin wurde bei der Konstruktion Wert darauf gelegt, den Kessel so leistungsfähig wie möglich zu gestalten. Dadurch war es notwendig, an anderen Stellen so viel Gewicht wie nötig einzusparen. Deshalb wurden die Kuppelräder mit einem Durchmesser von 1,10 m statt 1,25 m ausgelegt. Masseeinsparungen erzielte man außerdem bei den Zylindern, Achsen und am Triebwerk.
Die Lokomotiven konnten einen 900 Tonnen schweren Zug in der Ebene mit 45 km/h ziehen. Bei einer Steigung von 10 ‰ reichte die Leistung für einen 175-t-Zug bei 45 km/h, bei 25 ‰ für 140 t bei 25 km/h.
Die Aktiengesellschaft für Lokomotivbau Hohenzollern lieferte 1928 und 1929 22 Maschinen mit den Betriebsnummern 80 001 – 80 005, 80 018 – 80 022 und 80 028 – 80 039. Die Union Gießerei Königsberg baute sieben (80 006–80 012), die Maschinenbau R. Wolf Magdeburg-Buckau fünf (80 013 – 80 017) und die Arnold Jung Lokomotivfabrik ebenfalls fünf Lokomotiven (80 023 – 80 027). Alle wurden 1927 oder 1928 ausgeliefert.
Eingesetzt wurden die Lokomotiven im Rangierbetrieb auf den Hauptbahnhöfen Köln und Leipzig.
Nach dem Zweiten Weltkrieg waren 21 Lokomotiven bei der Deutschen Reichsbahn in der DDR (80 001, 003, 004, 006 – 012, 017 – 027), 17 bei der Deutschen Bundesbahn (80 005, 013 – 016, 028 – 039) verblieben. Lokomotive 80 002 war kriegsbeschädigt und war nach der Aufarbeitung als Werkslokomotive im Raw Meiningen im Einsatz.
Bei der Deutschen Reichsbahn wurden die Lokomotiven bis 1962/1963 ausschließlich auf dem Leipziger Hauptbahnhof eingesetzt. Dann wurden sie durch Diesellokomotiven der Baureihe V 75 (später Baureihe 107) ersetzt. Viele Lokomotiven wurden daraufhin an Ausbesserungswerke oder Gleisbaubetriebe abgegeben, wo sie als Werklokomotive eingesetzt wurden. Die letzten Lokomotiven wurden 1981 verschrottet.
Von den Reichsbahnlokomotiven sind zwei Fahrzeuge erhalten. Lokomotive 80 009 ist im Privatbesitz und konnte zu DDR-Zeiten nur erworben werden, weil Schrott in vergleichbarer Menge gesammelt wurde. Die 80 023 gehört dem Verkehrsmuseum Dresden und ist derzeit im Sächsischen Eisenbahnmuseum in Chemnitz ausgestellt.

Bei der Bundesbahn wurden die Lokomotiven von Köln auch zu anderen Einsatzstellen umgesetzt. Als letzte Lok wurde die 80 031 am 15. April 1964 z-gestellt. Die Maschinen wurden bis 1965 aus dem Bestand ausgemustert. 1958 wurde die erste Lok (80 032) an die Schlackenverwertung Ilsede verkauft. Neun Lokomotiven (80 013, 014, 016, 029, 030, 036 – 039) wurden zwischen 1959 und 1962 von den Klöckner Werken erworben und als Werkslokomotiven eingesetzt. Die 80 016 kam 1962 zur Georgsmarienhütten-Eisenbahn und wurde bis 1965 als Nr. 3III eingesetzt. Die übrigen Lokomotiven wurden auf den Zechen Königsborn II/V, III/IV, Werne, Victor und Heinrich-Robert eingesetzt. Nach der Übernahme der Klöckner-Werke durch die Ruhrkohle AG erhielten die Lokomotiven die Bezeichnungen D-721 bis D-727. Die RAG musterte die letzten Lokomotiven zwischen 1974 und 1977 aus.

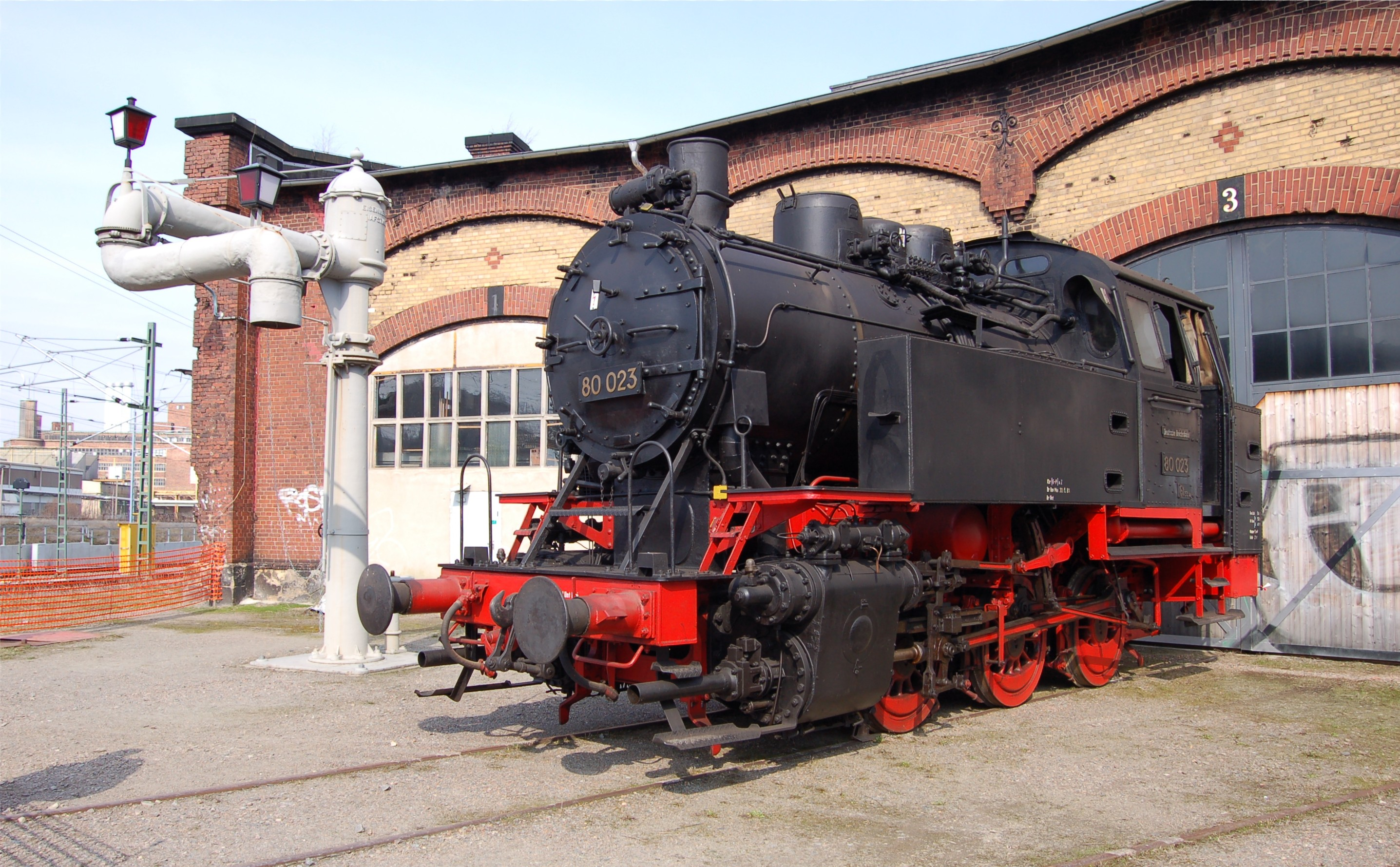
80 023 im Eisenbahnmuseum Bw Dresden-Altstadt

### Erhaltene Lokomotiven
- 80 009 befindet sich in Berlin im Privatbesitz.
- 80 013 (RAG D-722) wurde 1974 auf einem Spielplatz in Kamen-Heeren aufgestellt. 1986 erwarb die Museumseisenbahn Paderborn die Lokomotive. Seit März 1989 ist die Lokomotive im Besitz des Deutschen Dampflokomotiv-Museums in Neuenmarkt.
- 80 014 (RAG D-721) wurde 1975 von Peter Beet für sein Museum Steamtown in Carnforth erworben. Ab 1980 wurde die Lokomotive auf der Nene Valley Railway eingesetzt. Für eine Hauptuntersuchung wurde sie 1985 zerlegt. Diese Untersuchung wurde jedoch nicht durchgeführt. 1998 konnte das Süddeutsche Eisenbahnmuseum in Heilbronn die Lok übernehmen und mit der Aufarbeitung der Lokomotive beginnen. Auf Grund der langen Zerlegungszeit waren einzelne Teile abhandengekommen, so dass sich der Wiederaufbau bis 2004 hinzog.[4] Im Oktober 2021 wurde die Lokomotive an die BayernBahn verkauft und ist im Bayerischen Eisenbahnmuseum in Nördlingen zu besichtigen.[5]
- 80 023 befindet sich im Sächsischen Eisenbahnmuseum in Chemnitz.
- 80 030 (RAG D-724) wurde im Mai 1974 von der Deutschen Gesellschaft für Eisenbahngeschichte für das Eisenbahnmuseum Bochum-Dahlhausen erworben.
- 80 036 (RAG D-725) ging im November 1976 in die Niederlande zur Museumseisenbahn Veluwsche Stoomtrein Maatschappij.
- 80 039 (RAG D-727) wurde im Mai 1978 von den Hammer Eisenbahnfreunden erworben.

## Konstruktive Merkmale
Die Lokomotiven hatten einen Barrenrahmen mit 70 mm dicken Rahmenwangen. Die lichte Weite betrug 930 mm. An den beiden Enden der Lokomotive war der Rahmen bis auf die Höhe der Pufferbohle hochgezogen.
Die Lokomotiven verfügten über einen genieteten Langkessel mit einem Durchmesser von 1,5 Meter sowie einem Schmidt-Rauchrohrüberhitzer. Auf dem Kessel saßen zwei Dome sowie der dazwischen untergebrachte runde Sandkasten. Der vordere Dom war als Speisedom ausgelegt und verfügte über einen Winkelrost-Schlammabscheider. Die Kesselspeisung erfolgte durch zwei Dampfstrahlpumpen. Der hintere Dom besaß als Dampfdom einen Schmidt-Wagner-Nassdampfventilregler. Die beiden Ackermann-Sicherheitsventile, die Dampfpfeife und das Luftpumpen-Einlassventil befanden sich am Dampfdom. Die Feuerbüchse war aus Kupfer. Der Rost hatte drei Felder, das hintere Feld war ein Kipprost.
Das außen liegende waagerecht angeordnete Zweizylinder-Heißdampftriebwerk arbeitete auf den hintersten Radsatz. Die außenliegende Heusingersteuerung mit Winterthur-Schleife verfügte über eine Inneneinströmung sowie Regelkolbenschieber mit Eckventil-Druckausgleichern.
Das Fahrwerk war an drei Punkten abgestützt. Die Federung erfolgte durch unter den Achslagern liegende Blattfederpakete. Die Federpakete der ersten beiden Radsätze waren durch Ausgleichshebel verbunden. Die Radsätze waren fest im Rahmen gelagert. Beim mittlere Radsatz waren die Spurkränze um 10 mm geschwächt.
Die Maschinen verfügten über eine Einkammer-Knorr-Druckluftbremse und eine Wurfhebelbremse. Alle Radsätze wurden von vorn abgebremst. Die zweistufige Luftpumpe befand sich rechts neben der Rauchkammer und die beiden 400-Liter-Luftbehälter waren quer auf dem Rahmen vor und hinter dem ersten Radsatz angeordnet.
Die druckluftbetriebene Sandstreueinrichtung der Bauart Borsig-Reichsbahn sandete alle Radsätze bei Vor- und Rückwärtsfahrt.
Die Schmierung aller unter Dampf stehenden Teile erfolgte durch eine Bosch-Reichsbahn-Hochdruckschmierpumpe. Weiterhin besaß die Lokomotive einen Dampfturbogenerator für die elektrische Beleuchtung und eine Dampfheizungseinrichtung.
Das Wasser war in zwei rechts und links des Langkessels angeordneten Wasserkästen untergebracht. Die Kästen reichten bis zur Rauchkammer. Ein weiterer Wasserbehälter befand sich unter dem Kohlekasten am hinteren Ende des Führerhauses. Der Kohlekasten war rechts und links eingezogen, um die Sicht auf die Strecke zu verbessern.

## Umsetzung im Modell

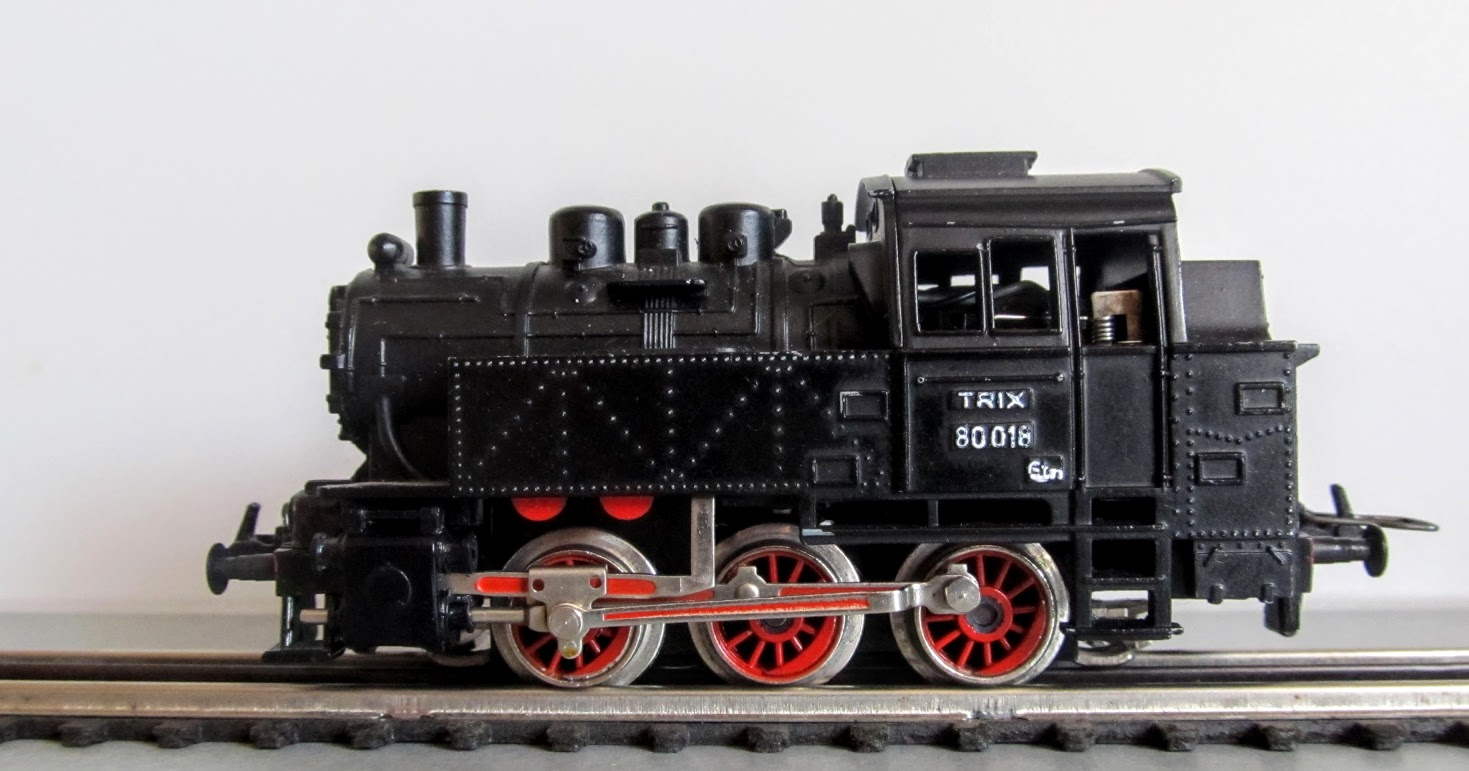
BR 80 von Trix

Als kleine, gedrungene und dennoch typische Einheitslokomotive stand die Baureihe 80 Pate für zahlreiche mehr oder minder gelungene (und oftmals vereinfachte) Umsetzungen in Spur H0. Diese wurden als Teil von Startpackungen vielfach millionenfach hergestellt und bescherten so der Type einen hohen Bekanntheitsgrad. Beispiele sind Modelle der Hersteller Märklin, Piko, Fleischmann, Kleinbahn, Trix oder Esu. 
Zudem gab und gibt es auch Modelle in anderen Nenngrößen wie den Spuren 1, N, TT (Rokal) und Z.